# Axel Gustrin
Axel Finneve Gustrin, född 28 april 1880 i Lund, död 12 juni 1960 i Danderyd, var en svensk elektrotekniker och ämbetsman.
Axel Gustrin var son till Emil Finneve Gustrin och Hulda Tengstrand. Efter mogenhetsexamen i Stockholm 1895 studerade han vid Tekniska högskolan, utexaminerades från dess fackavdelning för elektroteknik 1903 och studerade därefter elektroteknik vid Technische Hochschule i Berlin-Charlottenburg 1904–1905. Han var 1907–1915 byråingenjör vid Trollhätte kanal- och vattenverk och Trollhätte kraftverk, där han samarbetade med Wilhelm Hansen och Torsten Holmgren vid skapandet av Sveriges dittills största vattenkraftverk. Han var direktörsassistent vid Vattenfallsstyrelsens elektrotekniska byrå 1920–1945. Han publicerade artiklar i elektrotekniska ämnen, bland annat i Teknisk Tidskrift. Gustrin deltog i bildandet av Stockholms kristliga studentförbund och blev dess förste ordförande samt var ordförande i Stockholms vandrareförening 1937–1940.
Han var från 1911 gift med Greta Berggren (1888–1958). Genom sonen Elof Gustrin blev han farfar till Anders Gustrin. Makarna Gustrin är begravda på Norra begravningsplatsen utanför Stockholm.